# 名瀬郵便局
名瀬郵便局（なぜゆうびんきょく）は、鹿児島県奄美市にある郵便局。民営化前の分類では集配普通郵便局であった。

## 概要
住所：〒894-8799 鹿児島県奄美市名瀬幸町3-10

## 沿革
- 1875年（明治8年）1月1日 - 名瀬郵便局（五等）として開設[1]。
- 1879年（明治12年） - 大島名瀬郵便局に改称。
- 1882年（明治15年） - 為替・貯金取扱を開始。
- 1886年（明治19年）4月26日 - 大島ノ内名瀬郵便局に改称。同年6月1日、大島名瀬郵便局に戻る。
- 1894年（明治27年）11月1日 - 名瀬郵便局に改称。
- 1897年（明治30年）9月1日 - 名瀬郵便電信局となる。
- 1903年（明治36年）4月1日 - 通信官署官制の施行に伴い名瀬郵便局となる。
- 1946年（昭和21年）2月2日 - 奄美群島が琉球列島米国軍政府統治下に入る。
- 1953年（昭和28年）12月25日 - 奄美群島復帰に伴い、名瀬郵便局として設置[2]。
- 1969年（昭和44年）3月1日 - 和文電報受付および電話通話業務を開始。
- 1983年（昭和58年）2月 - 局舎新築。
- 1984年（昭和59年）10月 - 「名瀬貯金保険出張所」を開設、仙台貯金事務センターから福祉年金に関する事務の一部を移管される。
- 1998年（平成10年）9月1日 - 外国通貨の両替および旅行小切手の売買に関する業務取扱を開始。
- （時期不明） - 名瀬貯金保険出張所を廃止。
- 2007年（平成19年）3月12日 - 大島小湊郵便局（奄美市名瀬小湊）から「894-07xx」区域の集配業務を移管[3]。
- 2007年（平成19年）10月1日 - 民営化に伴い、併設された郵便事業名瀬支店に一部業務を移管。
- 2010年（平成22年）7月20日 - 郵便事業名瀬支店が統括する伊仙集配センター（大島郡伊仙町伊仙、〒891-8299）が廃止。取扱業務は鹿浦（しかうら）集配センターが承継。
- 2012年（平成24年）10月1日 - 日本郵便株式会社発足に伴い、郵便事業名瀬支店を名瀬郵便局に統合。

## 取扱内容
- 郵便、印紙、ゆうパック、内容証明
- 貯金、為替、振替、振込、国際送金、外貨両替・トラベラーズチェック、国債、投資信託
- 生命保険、バイク自賠責保険、自動車保険
- ゆうちょ銀行ATM
- 「894-00xx」「894-07xx」区域（奄美市（旧名瀬市域。ただし名瀬浦上（の一部）、名瀬芦花部、名瀬有良を除く））の集配業務
- ゆうゆう窓口

## 周辺
- 奄美市役所
- 鹿児島県大島支庁
- 奄美大島信用金庫本店
- 奄美信用組合本店
- 国道58号

## アクセス
- しまバス 郵便局前停留所下車
- 名瀬港フェリー乗り場から南へ約1.5km
- 駐車場あり：10台

## その他
かつては「名瀬貯金保険出張所」が併設されており、長野県・新潟県及び滋賀県以西の各府県所在の郵便局で支払われた福祉年金の取りまとめ事務も行っていた。